# Qatar Athletic Super Grand Prix 2011
Doha Diamond League 2011 byl lehkoatletický mítink, který se konal 6. května 2011 v katarské hlavním městě Dauhá. Byl součástí série mítinků Diamantová liga.

## Výsledky
- Archiv výsledků zde [1]

### Muži
| Disciplína            | 1. místo                     | 2. místo                       | 3. místo                  |
| Běh na 200 m          | Walter Dix 20,06             | Femi Ogunode 20,30             | Jaysuma Saidy Ndure 20,55 |
| Běh na 800 m          | Asbel Kipruto Kiprop 1:44,74 | Michael Rimmer 1:45,12         | Alfred Kirwa Yego 1:45,17 |
| Běh na 3000 m         | Yenew Alamirew 7:27,26       | Edwin Soi 7:27,55              | Eliud Kipchoge 7:27,66    |
| Běh na 400 m překážek | Louis Jacob van Zyl 48,11    | Cornel Fredericks 48,43        | Bershawn Jackson 48,44    |
| Skok do výšky         | Jesse Williams 233 cm        | Kyriakos Ioannou 233 cm        | Mutaz Essa Baršim 231 cm  |
| Skok o tyči           | Malte Mohr 581 cm            | Maksym Mazuryk 570 cm          | Lázaro Borges 560 cm      |
| Trojskok              | Teddy Tamgho 17,49 m         | Leevan Sands 17,09 m           | Alexis Copello 17,05 m    |
| Vrh koulí             | Dylan Armstrong 21,38 m      | Reese Hoffa 21,27 m            | Ryan Whiting 21,23 m      |
| Hod diskem            | Gerd Kanter 67,49 m          | Virgilijus Alekna 65,92 m      | Frank Casañas 64,22 m     |
| Hod oštěpem           | Petr Frydrych 85,32 m        | John Robert Oosthuizen 84,38 m | Tero Pitkämäki 83,91 m    |

### Ženy
| Disciplína             | 1. místo                        | 2. místo                  | 3. místo                   |
| Běh na 200 m           | LaShauntea Moore 22,83          | ChaRonda Williams 22,95   | Patricia Hall 23,16        |
| Běh na 400 m           | Allyson Felixová 50,33          | Amantle Montshoová 50,41  | Patricia Hall 51,74        |
| Běh na 1500 m          | Anna Miszczenko 4:03,00         | Irene Jelagat 4:04,89     | Siham Hilali 4:05,18       |
| Běh na 100 m překážek  | Kellie Wellsová 12,58           | Danielle Carruthers 12,64 | Lolo Jonesová 12,67        |
| Běh na 3000 m překážek | Milcah Chemos Cheywaová 9:16,44 | Mercy Njoroge 9:16,94     | Lydia Jebet Rotich 9:19,20 |
| Skok daleký            | Funmi Jimoh 688 cm              | Maurren Maggiová 687 cm   | Anna Nazarovová 677 cm     |